# Monnina santamartensis
Monnina santamartensis är en jungfrulinsväxtart som beskrevs av Ramón Alejandro Ferreyra. Monnina santamartensis ingår i släktet Monnina och familjen jungfrulinsväxter. Inga underarter finns listade i Catalogue of Life.